# Sarygamysj-meer
Het Sarygamysj-meer, ook wel Sarykamysj of Sary-Kamysj (Turkmeens: Sarygamyş köli, Oezbeeks: Sariqamish ko‘li, Karakalpaks: Sarıqamıs kóli, Russisch: Сарыкамы́шское озеро), is een meer in Centraal-Azië. Het ligt ongeveer halverwege de Kaspische Zee en het Aralmeer. Het is het grootste meer in Turkmenistan, waarin driekwart van het meer zich bevindt, een kwart ligt in Oezbekistan. Het Sarygamysj-bekken en de Sarygamysj-delta van de Amu Darja zijn fysieke en geografische natuurgebieden van de provincie Daşoguz van Turkmenistan.
Tot de 17e eeuw werd het meer gevoed door de Oezboj, een zijrivier van de Amu Darja, die doorliep naar de Kaspische Zee. Tegenwoordig zijn de belangrijkste waterbronnen een kanaal van de Amu Darja en het afvoerwater van omliggende geïrrigeerde gebieden, dat hoge concentraties pesticiden, herbiciden en zware metalen bevat.

## Etymologie
De naam van het meer komt van de Turkse woorden sary (geel) en qamisj (depressie), een verwijzing naar de gele kleur van slib en zout in het oude opgedroogde bekken, voordat het door de Sovjets werd overstroomd.

## Geschiedenis
Door de geschiedenis heen is het meer verschillende keren verdwenen en weer teruggekomen, afhankelijk van de toevloed van het Amu Darja-water. De uitdrogende perioden van het Sarygamysj-meer hielden verband met de samenvloeiing van de rivier in het Aralmeer.
Het meer bestond aan het einde van de Neogene periode, in het bovenste antropoceen (op 58 m boven zeeniveau), toen het een gebied inclusief het moderne Assake-Audan-bekken besloeg, en vervolgens in de 14e - 16e eeuw na Christus (op 50-62 m boven zeeniveau).
Het werd voor het eerst ontdekt en in kaart gebracht door de Russische geograaf Nikolaj Petroesjevitsj in 1876. De laatste keer dat het water van de Amu Darja rechtstreeks het bassin bereikte was tijdens de overstroming van 1878.
Sinds het begin van de jaren 60 van de 20e eeuw werd het meer gevuld via de Daryalyk-collector, waarbij drainagewater uit de landbouwgrond aan de linkeroever van de Amu Darja werd gebruikt.

## Fauna
De ichthyofauna van het Sarygamysj-meer werd gevormd door soorten die binnendrongen vanuit de Amu Darja en de waterlichamen van het drainagenetwerk. Het meer wordt voor het grootste deel bewoond door inheemse soorten uit het Aral-Amu Darja-bekken, daarnaast door exoten die zowel spontaan zijn binnengedrongen als in 1969-1974 voor viskweekdoeleinden doelbewust naar het reservoir zijn overgebracht. In 1980–1987 leefden er 27 soorten, en in 2018 waren dat er al 32, waarvan 34,4% exoten waren. In totaal werden tijdens het bestaan van het meer 36 vissoorten geregistreerd, waaronder karper, meerval en slangenkop. Eind 2020 werd op het grondgebied van de provincie Daşoguz van Turkmenistan twee ton karpers, zilverkarpers en graskarpers in het Sarygamysj-meer vrijgelaten.
Het meer wordt ook bewoond door vogelsoorten als zwanen, roze en kroeskoppelikanen en aalscholvers.

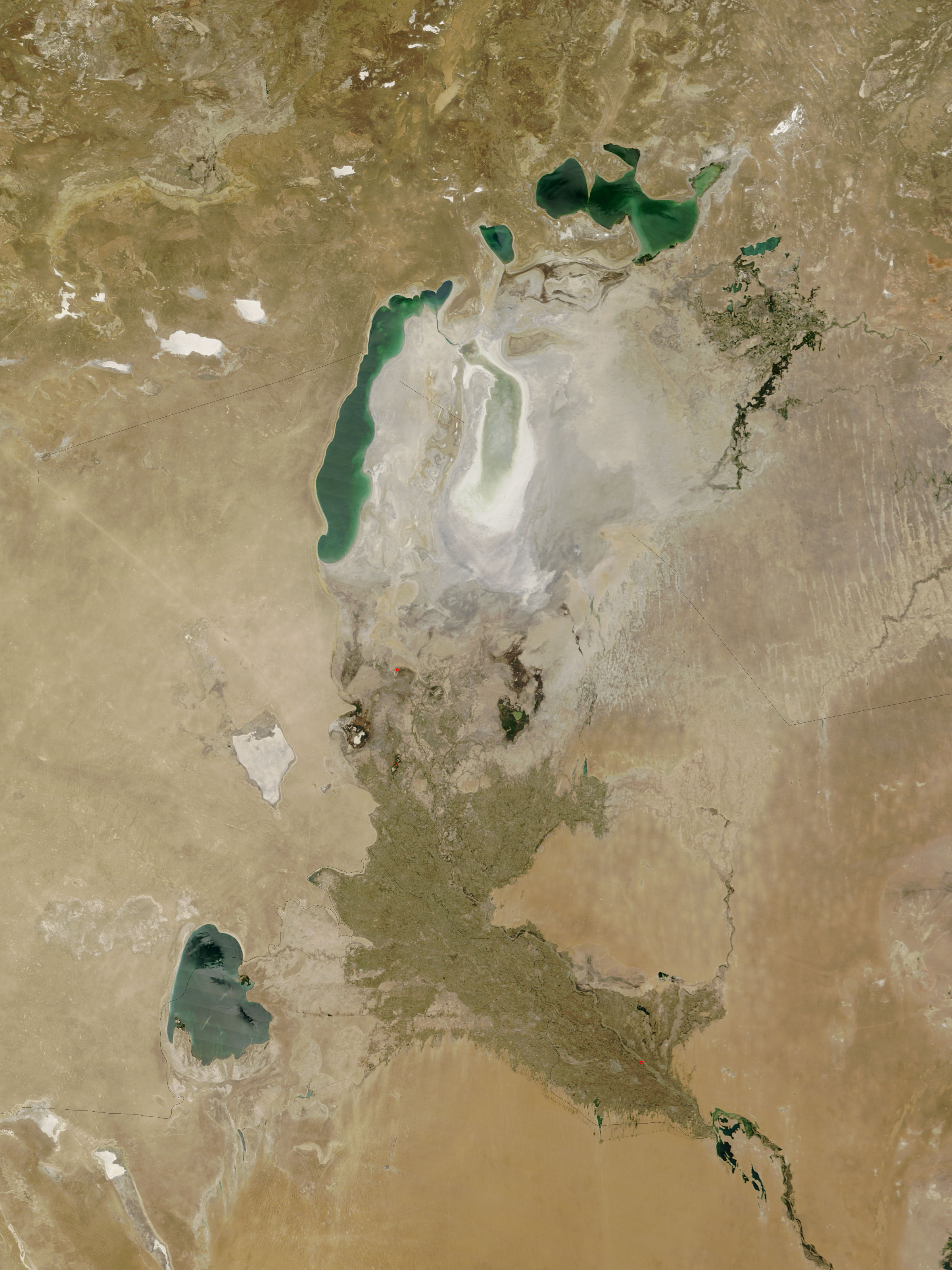
Sarygamysj-meer linksonder, Amu Darja-delta en restanten van het Aralmeer
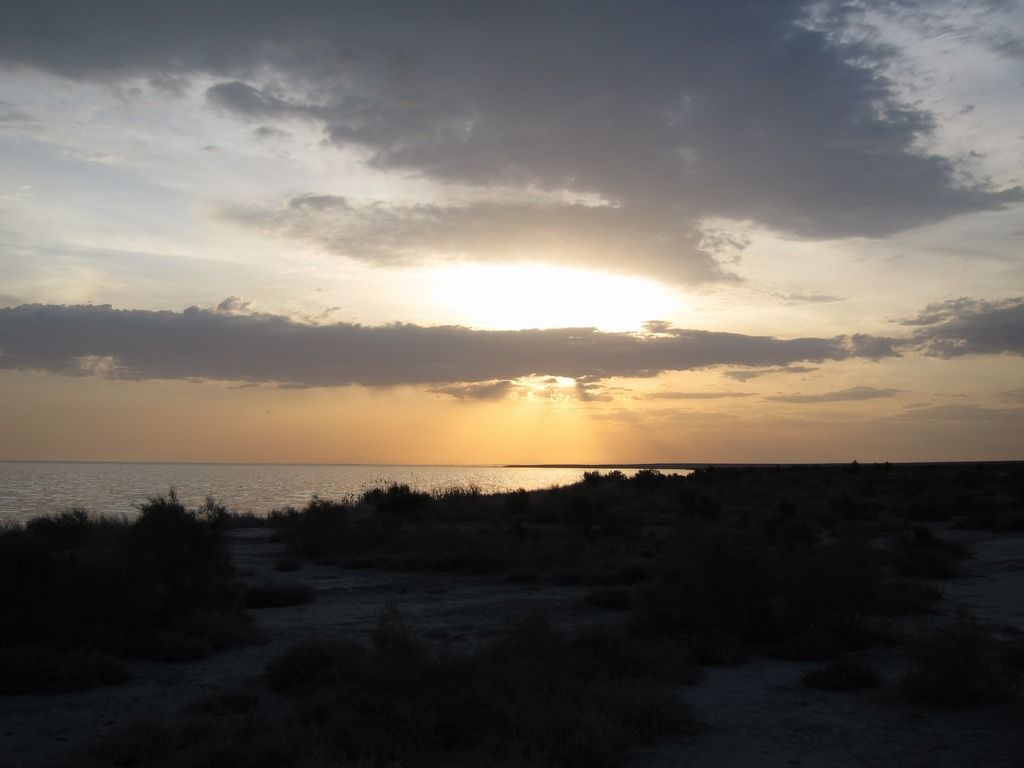
zonsondergang bij het Sarygamysj-meer
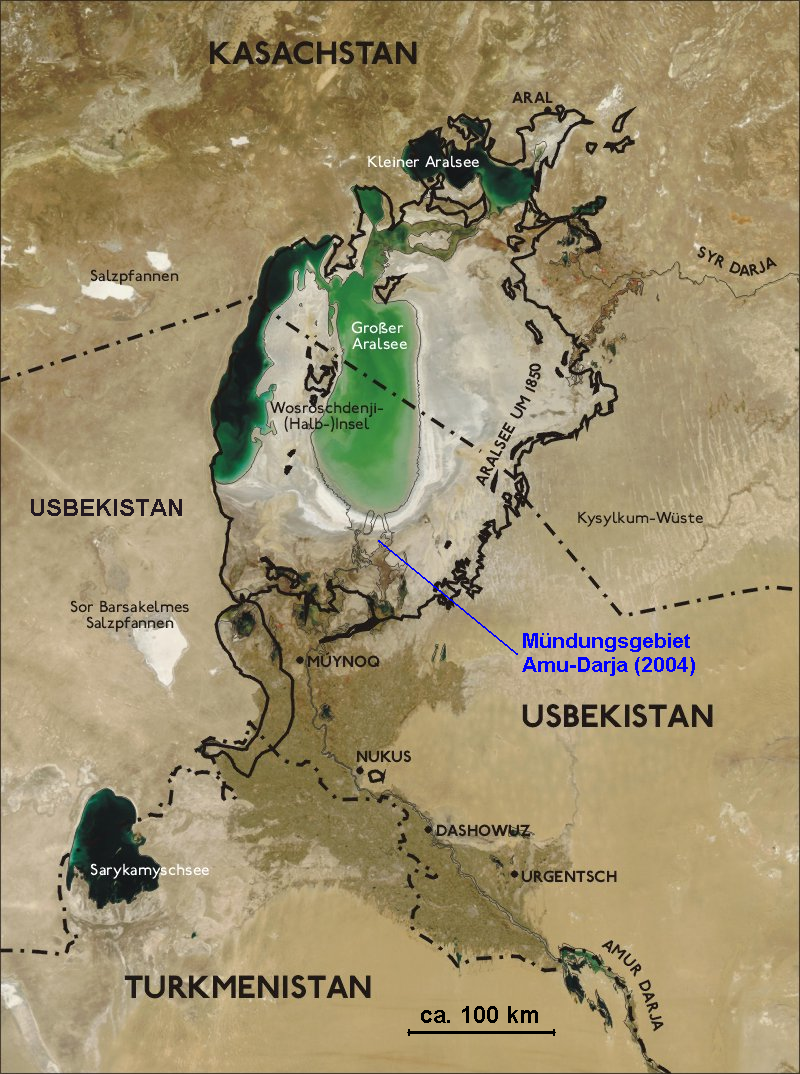
Politieke kaart van het zuidelijke Aralmeer en omgeving.